# Leo Platvoet
Leonardus Hubertus Gerardus (Leo) Platvoet (Bussum, 18 juni 1951) is een Nederlands politicus. Hij was van 1999 tot 2007 namens GroenLinks lid van de Eerste Kamer der Staten-Generaal.

## Levensloop
Leo Platvoet bezocht een rooms-katholieke lagere school in Bussum en tussen 1964 en 1968 de Sint-Vitus ULO (later Maria Mavo) te Bussum. Aansluitend doorliep hij van 1968 tot 1970 de hbs-alfa aan het Goois Lyceum te Bussum. Vervolgens studeerde hij tussen 1970 en 1977 (westerse) sociologie aan de Universiteit van Amsterdam.
Platvoet komt uit een politiek actieve familie. Zo was zijn vader ambtenaar van de burgerlijke stand en van 1946 tot 1949 gemeenteraadslid in Bussum, en was zijn zus van 1990 tot 1994 gemeenteraadslid voor GroenLinks in Purmerend. Hij is afkomstig uit de Pacifistisch Socialistische Partij, waarvan hij sinds 1972 lid was. Tussen 1973 en 1978 was hij secretaris van de PSP-afdeling in Bussum. Platvoet was politiek vormingswerker voor de PSP van 1976 tot 1987. Daarnaast zat hij tussen 1978 en 1987 voor de PSP in de gemeenteraad van Bussum, als fractievoorzitter. Gedurende deze periode werd de PSP, met 20% van de stemmen de derde partij in het groene villadorp Bussum. Tussen 1979 en 1983 was hij ook lid van de partijraad van de PSP en tussen 1980 en 1984 lid van het regionale bestuur van die partij in Gooi en Vechtstreek. Daarnaast was hij tussen 1982 en 1987 redacteur van de Rode Draad, het PSP-blad voor raads- en Statenleden. In tussen februari en december 1983 was hij lid van het partijbestuur van de PSP, wat hij tussen 1987 en 1992 weer zou worden, nu als hoofdredacteur van Bevrijding, het blad van de PSP. Tegelijkertijd was hij voorzitter van de stichting Drukkerij Bevrijding, die de PSP-drukkerij beheerde.
Tussen 1989 en 1995 werkte hij als eindredacteur voor NOVIB-nieuws. In 1990 werd hij verkozen in de gemeenteraad van Amsterdam voor GroenLinks, wat hij tot 1994 bleef. In de winter van 1996-1997 was hij interim-voorzitter stadsdeel Amsterdam-Watersgraafsmeer, waar hij vervolgens tot 2003 eerst beleidsadviseur en later veranderingsmanager was. Hij heeft daarnaast tussen 1988 en 2002 gewerkt als reisgidsschrijver voor de Odyssee-reeks. Vanaf 2012 is hij mede-eigenaar, redacteur en auteur van deze reeks. Tussen 1997 en 2003 schreef hij de achtdelige reeks "Stappen door de nieuwe stad", in opdracht van de Stedelijke Woningdienst Amsterdam. Ook was hij in 1987 mede-auteur van het boek "China bestaat niet, ervaringen van een individuele reiziger" en schreef hij in 1988 "Zonder vaste woon- of verblijfplaats. gesprekken met thuisloze jongeren".
Van 1999 tot 2007 was hij lid van de Eerste Kamer. Van 2007 tot 2012 werkte hij bij BMC als adviseur. Daarna werkte hij van 2012 tot 2016 in het Westafrikaanse Liberia voor NDI, waaraan hij nog steeds als adviseur is verbonden.
Tussen 2004 en 2012 was hij lid van de Raad van Commissarissen namens de huurders van de Amsterdamse Woningbouwvereniging De Key.

### Oprichting GroenLinks
Platvoet speelde een grote rol in de oprichting van GroenLinks door de samenvoeging van zijn eigen PSP, de Politieke Partij Radikalen, de Communistische Partij van Nederland en de Evangelische Volkspartij. Hij stond bekend als "supersamenwerker". Hij maakte deel uit van het informele netwerk Cliché BV, waar ook Alexander de Roo (PSP) Joost Lagendijk (PSP), Wim de Boer (PPR), Bram van Ojik (PPR), Nel van Dijk (CPN), Ton van Hoek (CPN) en Ina Brouwer (CPN) deel van uitmaakten. De groep jaagde de samenwerking aan en bedacht enkele cruciale stappen in het eenwordingsproces als de consultatieronde van 1988, referendum in de PSP en het appel van ongebonden Nederlanders. Ook onderhandelde hij namens de PSP mee aan de uiteindelijke onderhandelingen voor de lijst en het programma voor de Tweede Kamerverkiezingen van 1989. In 1989 was hij tevens betrokken bij de Europees Parlementsverkiezingen, als campagnemedewerker voor de Regenboog, een samenwerkingsverband van PSP, CPN, PPR en EVP. Tussen 1989 en 1990 was hij de eerste voorzitter van GroenLinks, een partij die toen in oprichting was.

### Eerste Kamer
Platvoet werd op 8 juni 1999 beëdigd als lid van de Eerste Kamer voor GroenLinks. Hij was woordvoerder Financiën, Binnenlandse Zaken, Europese samenwerking, Algemene Zaken en Antilliaanse zaken en vicefractievoorzitter van de GroenLinks-fractie. Daarnaast was hij plaatsvervangend lid van de Parlementaire Vergadering van de Raad van Europa en van de West-Europese Unie. In zijn kamerwerk blijkt Platvoets eigenzinnigheid. Zo behoorde in 2001 tot de minderheid van de gezamenlijke GroenLinks-fracties die tegen het wetsvoorstel stemde waarin aan de prins van Oranje toestemming werd verleend voor een huwelijk met Máxima Zorreguieta, vanwege republikeinse motieven. Even later stemde hij daarom ook tegen het huwelijk van prins Constantijn en Laurentien Brinkhorst. In 2004 interpelleerde hij minister-president Jan Peter Balkenende over een door Prins Bernhard ingezonden brief aan de Volkskrant. In 2005 publiceerde hij samen met Maarten van Poelgeest het boek "Amsterdam als emancipatiemachine".
In februari 2007 was Platvoet wederom kandidaat voor de GroenLinks-lijst voor de Eerste Kamer. De kandidatencommissie had hem vanwege zijn "scherpe toon, soms persoonlijke kritiek en oncollegiaal gedrag" een lage plaats toebedeeld, hiertegen was hij succesvol in beroep gegaan. Hij bleef kandidaat voor de hogere plekken op de lijst, maar het negatieve advies van de kandidatencommissie bleef hetzelfde. In de week voor het congres had Platvoet zich negatief uitgelaten over de weinig "solidaire" koers van GroenLinks en de weigering van de Tweede Kamerfractie van GroenLinks om deel te nemen aan de kabinetsformatie na de verkiezingen van 2006. Hij werd door het partijcongres niet op plek 2 tot en met 6 geplaatst en trok zich vervolgens voor de lijst terug.

### Raad van Europa
Tussen 2003 en 2007 was Platvoet namens de Eerste Kamer actief in de Parlementaire Vergadering van de Raad van Europa. Hij was lid van de United European Left groep en schreef o.a. rapporten over de Ecological situation in European Deltas; Missing persons in the Southern Caucasus; Prostitution Policy en, als leider van de waarnemersmissies, over de verkiezingen in Azerbeidzjan en Armenië. Namens de Raad van Europa was hij rapporteur over de ontwikkeling van de democratie, mensenrechten en rechtstaat in Albanië en verkiezingswaarnemer in Albanië, Azerbeidzjan, Armenië, Rusland, de Palestijnse Autoriteit en Oekraïne.

### Kritisch in GroenLinks
Nadat zijn lidmaatschap van de Eerste Kamer was beëindigd bleef Platvoet kritisch binnen GroenLinks. Hij was lid van het begeleidingspanel beginselen van GroenLinks, dat werd voorgezeten door Bram van Ojik. Dit panel hield zich bezig met een herbezinning op de beginselen van GroenLinks. Op 22 november 2008 nam het GroenLinks-congres het nieuwe beginselprogramma aan, als afsluiting van een twee jaar lang proces van heroriëntatie. Hij was een van de stuwende krachten achter Kritisch GroenLinks. Platvoet beschouwde de missie die GroenLinks had als mislukt in 2012.
Na het aantreden van Bram van Ojik als fractievoorzitter, en zijn opvolger Jesse Klaver, was Platvoet beduidend positiever over GroenLinks, met name over de linksere sociaal-economische koers die werd ingeslagen. Wel maakte hij zich in toenemende mate zorgen over de gebrekkige interne democratie van GroenLinks. Hij is een pleitbezorger voor nauwere programmatische samenwerking tussen GroenLinks, PvdA en SP om zo bij verkiezingen de kiezers een links alternatief voor te leggen.

### Organisatieadviseur
Tussen 2007 en 2012 was Platvoet werkzaam bij BMC als senior organisatieadviseur in de publieke sector. Hij adviseerde o.a. de gemeenten Schiedam, Delfzijl, Amsterdam, Almere, Zwolle, de provincie Overijssel, het samenwerkingsverband van de Waddeneilanden, Parkstad Zuid-Limburg, Rijnmond en het Drents Plateau over uiteenlopende bestuurlijke, politieke en organisatorische vraagstukken. Ook was hij nauw betrokken bij het opzetten van een kantoor van BMC in Roemenië.

### Liberia
Tussen 2012 en 2016 werkte Leo Platvoet voor het National Democratic Instititute for International Affairs (NDI) in Liberia (West-Afrika) als senior program manager. Hij was verantwoordelijk voor de implementatie van verschillende programma's die beoogden de democratie in Liberia te versterken. In 2017 was hij ruim een half jaar in dit land Long Term Observer i.v.m. de parlements- en presidentsverkiezingen van oktober 2017. Sindsdien is hij regelmatig voor NDI in Liberia als adviseur in het kader van een programma dat gericht is op het versterken van het functioneren van de politieke partijen in dat land.

### Odyssee Reisgidsen
Sinds 1988 schrijft Platvoet reisgidsen voor de Odyssee-serie. Deze reisgidsenserie werd aanvankelijk uitgegeven door Uitgeverij SUA, en later - tot 2002 - door De Geus (uitgeverij) en Uitgeverij Unieboek. Vanaf 2013 is hij, samen met Bartho Hendriksen, eigenaar van Odyssee Reisgidsen VOF.

## Privé
Platvoet woont ongehuwd samen en heeft een dochter. Hij heeft een bijzondere interesse voor de socialistische dichter en politicus Herman Gorter, Blues-muziek en de Rotterdamse voetbalclub Feyenoord.